# Площадь Саффи

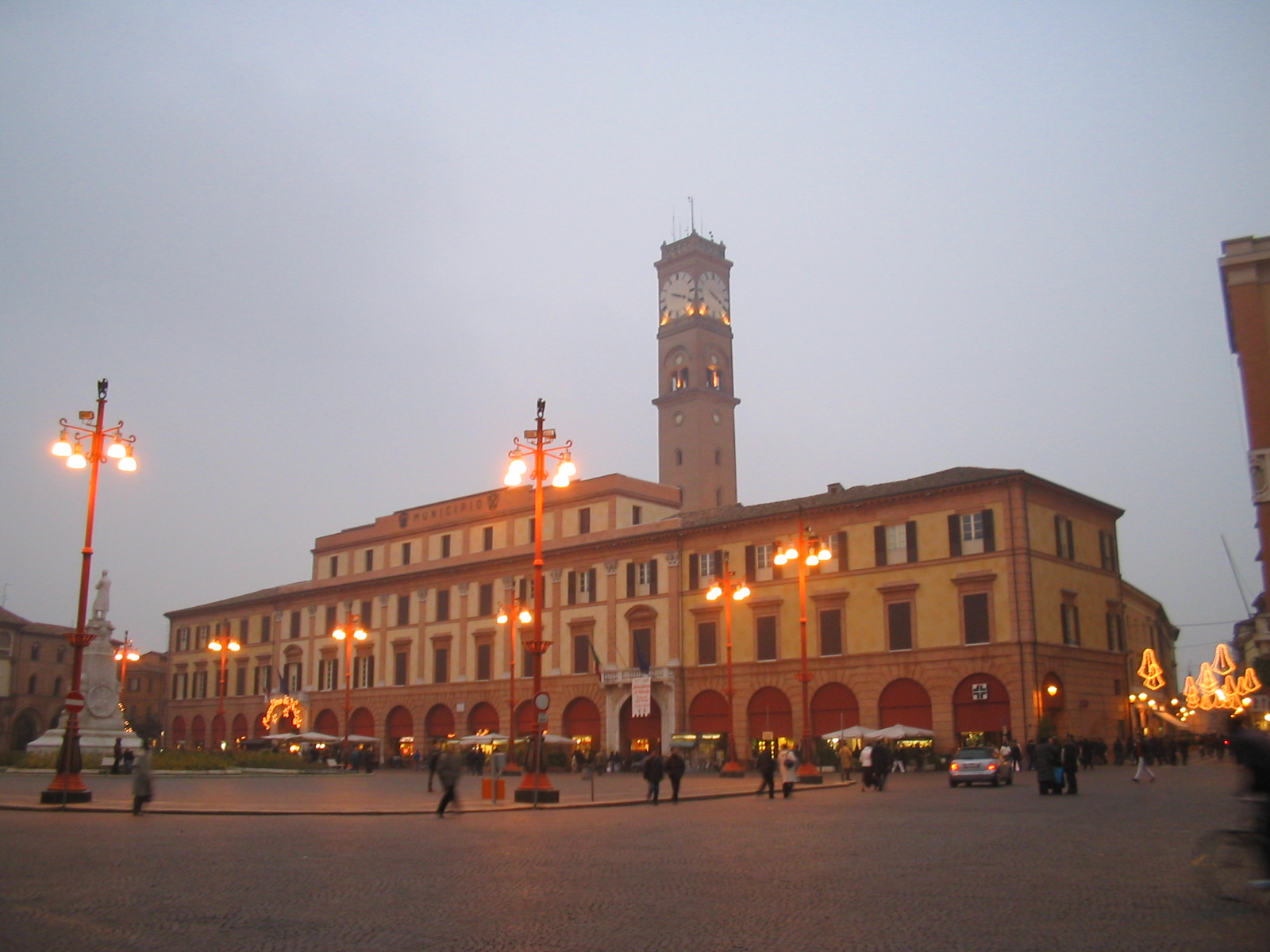

Площадь Аурелио Саффи (итал. Piazza Aurelio Saffi) — главная площадь в сердце города Форли на севере Италии, на которой сгруппированы основные достопримечательности города. Она имеет форму трапеции и простирается на 128 м в длину и 87 м в ширину.
В середине площади стоят фонтан и памятник Аурелио Саффи — известного деятеля Рисорджименто. Монумент окружают одни из самых выдающихся и старых зданий в городе. В южной части площади возвышается аббатство Сан-Меркуриале. Рядом с ним находится Палаццо Паолуччи де Кальболли, построенный в начале XVIII века.
Восточная часть площади занята Почтовым дворцом, построенным в 1930-х годах в монументальном стиле, характерном для периода правления Муссолини.
На севере стоит городская ратуша, которая датируется 1000 годом. Сейчас в ней размещается местный муниципалитет.
В западной части, на углу проспекта Corso Diaz, находится дворец подеста, построенный в готическом стиле в 1460 году. Справа от него стоит дворец Альбертини, элегантное сооружение XV века в венецианском стиле.